# Karl von Offermann (Textilunternehmer, 1820)
Karl von Offermann (* 18. Dezember 1820 in Brünn, Mähren; †  28. September 1894 ebenda) war ein österreichischer Textilunternehmer.

## Biografie
Karl Ritter von Offermann war der älteste Sohn des 1863 in den österreichischen erblichen Ritterstand erhobenen Brünner Textilfabrikanten Karl Offermann und dessen Frau Caroline, geborene Freiin von Fries. Sein Bruder war Theodor von Offermann. 
Nach der Ausbildung im väterlichen Unternehmen erweiterte Offermann seine Kenntnisse in der Tuchfabrikation in Sachsen, Belgien und England. 1842 trat er in die Tuchfabrik seines Vaters ein. Er suchte auf internationalen Ausstellungen neue Absatzmärkte und präsentierte das Unternehmen u. a. 1851 auf der ersten Weltausstellung in London, 1854 auf der Ersten Allgemeinen Deutschen Industrieausstellung in München sowie 1855, 1862, 1873 und 1878 auf den Weltausstellungen in Paris, London und Wien, wo er jeweils auch der Jury angehörte. Auf der Ausstellung von 1862 war Offermann zudem Präsident der Jury der Textilbranche. Nach dem Tode des Vaters fiel ihm die Leitung des Unternehmens zu. 
Offermann orientierte das Unternehmen vor allem auf dem Export von Tuchen für den Militärbedarf um. In der Zeit zwischen 1869 und 1877 stattete er die Armeen Serbiens und Rumäniens mit Uniformen aus. Weitere Lieferverträge über Uniformen schloss er mit der Türkei, Griechenland und Ägypten ab. Dadurch entwickelte sich sein Unternehmen zum größten Uniformproduzenten in Österreich-Ungarn.
1871 wurde Offermann zum Vizepräsidenten der Handels- und Gewerbekammer Brünn gewählt. Weiterhin war er zeitweilig im Gemeindeausschuss der Stadt Brünn tätig. 1874 wurde Offermann in den österreichischen erblichen Freiherrnstand erhoben.
Karl Freiherr von Offermann ist der Vater von Karl,  Alfred und Edwin Freiherr von Offermann.